# Ghulam Qadir Khan
Ghulam Qadir Khan (Bela, 1920 – Londra, 10 settembre 1988) è stato un principe e politico pakistano.
È stato Jam di Las Bela dal 1937 al 1955.

## Biografia
Ghulam Qadir Khan nacque a Bela nel 1920, figlio del jam Ghulam Mohammad Khan, alla morte del quale nel 1937 gli succedette sul trono. Data la sua minore età venne sottoposto ad un consiglio di reggenza fino al raggiungimento del pieno potere.
Quando lo stato di Las Bela venne assorbito nel moderno Pakistan nel 1955 e la monarchia ebbe termine, Ghulam si impegnò in politica al servizio del suo paese. Nel 1972 venne candidato per la prima volta all'assemblea provinciale del Belucistan (Pakistan), venendo eletto nelle file del partito della Lega mussulmana pakistana. Nel 1973 venne eletto primo ministro del Belucistan, rimanendo in carica sino all'anno successivo. Venne eletto nuovamente a tale carica dal 1985 sino a poco prima della sua morte nel 1988.
Fu padre di Jam Mohammad Yousaf e nonno di Jam Kamal Khan, entrambi politici pakistani che ricoprirono anch'essi l'incarico di primo ministro del Belucistan.